# Сноубайк
Сноубайк — Snowbike — (от англ. snow — снег и англ. bike — велосипед, мотоцикл) — это мотоцикл (как правило, кроссовый или эндуро), на котором вместо заднего колёса установлено гусеничная подвеска («гусянка»), а вместо переднего — лыжа. Это даёт полноценную возможность эксплуатации мотоцикла в зимнее время для проезда по труднодоступным местам.

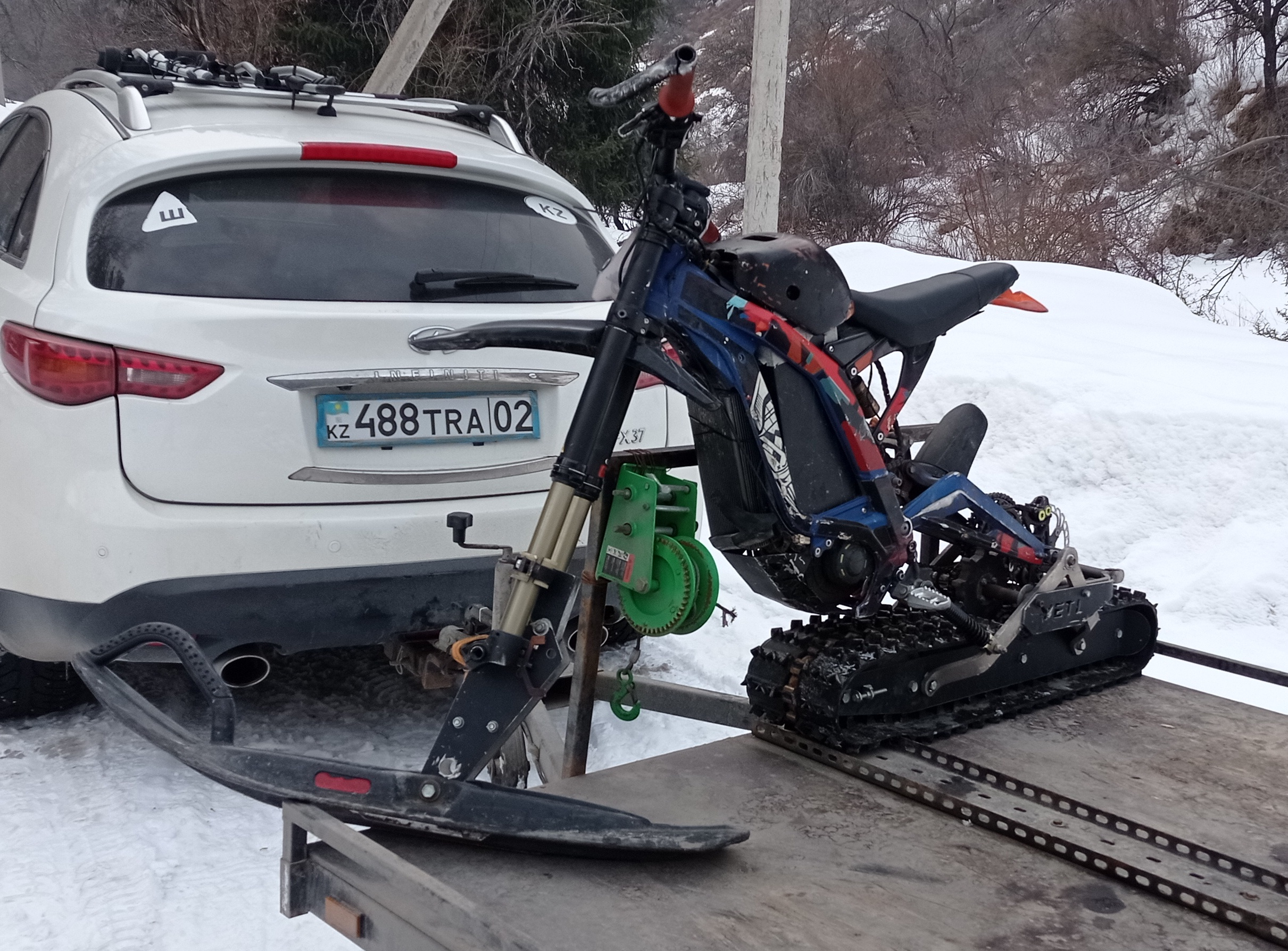
Электрический сноубайк.
Ущелье Казачка. Заилийский Алатау

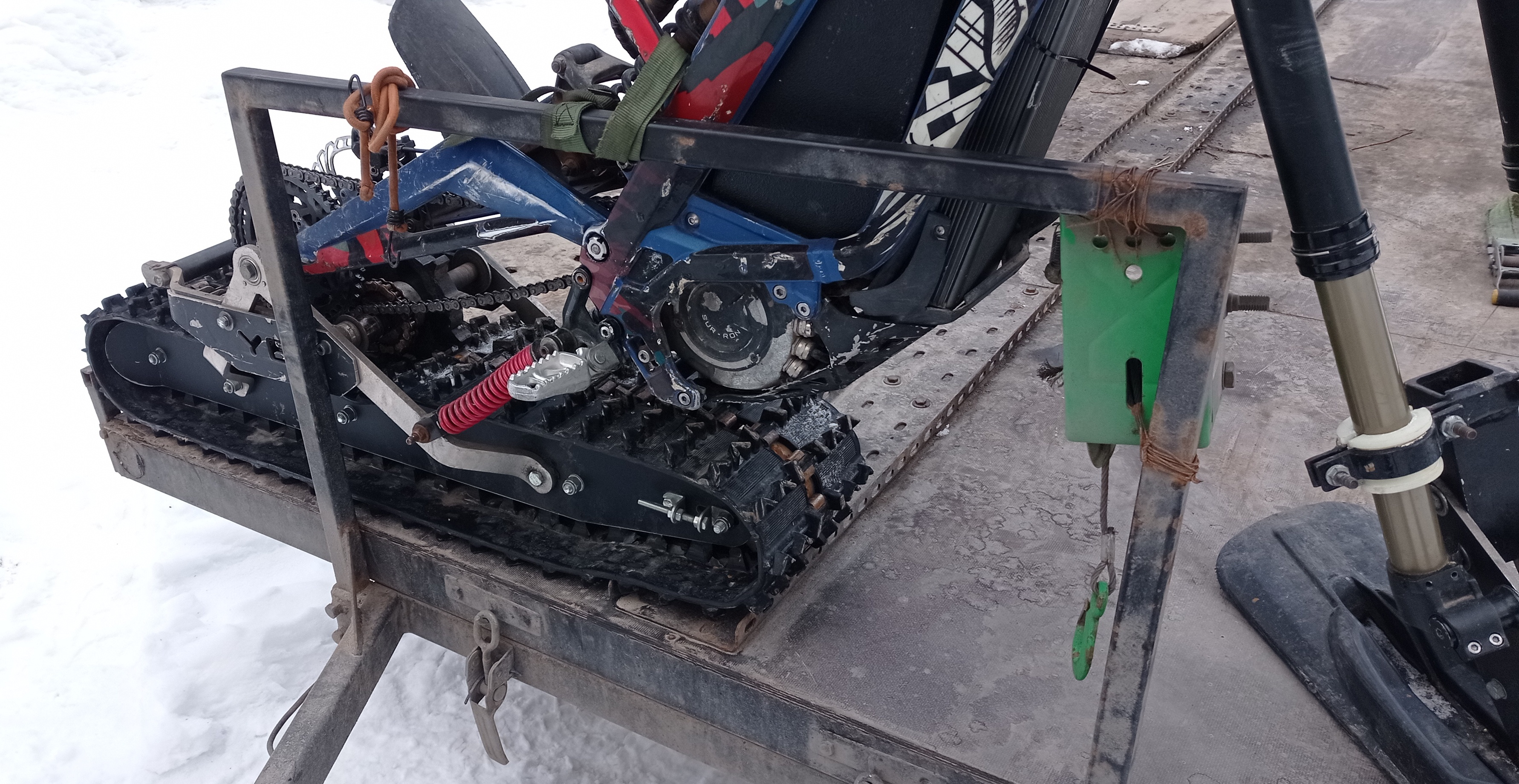
Электрический сноубайк.
Видна шестерня приводящая в движение гусеницу

## История появления
В 1920-е годы появились первые прототипы гусениц для мотоциклов. В следующем десятилетии возникла идея использования лыжи вместо переднего колёса. В течение 70 лет было предпринято несколько попыток создания альтернативных вариантов использования мотоциклов в зимнее время. Наиболее успешным стал продукт американцев Аллена Мангума и его жены Наташи, которые основали компанию Timbersled в 2002 году. До этого Аллен Первый прототип Timbersled вышел в 2008 году. В 2015 году компанию Timbersled приобрела корпорация Polaris.

## Какие мотоциклы используют для сноубайка
Самый оптимальный вариант — кроссовый или мотоцикл эндуро с объёмом двигателя 450 куб.см. Допускаются и другие модели, в том числе, и питбайки.
Сегодня в мире выпускают разные модели, которые помогают перевоплотить мотоцикл в сноубайк. Помимо Timbersled, это канадская компания YETI. Производители комплектов для Snowbike в России — Vortex (Пермь) и Snowrider (Тюмень). По длине трака комплекты условно можно разделить на Supersport (120 дюймов), Freeride (129 дюймов) и Mountain (137 дюймов).

### Спортивные соревнования
Приказом Министерства спорта от 27 июля 2018 г. №701 "О признании и включении во Всероссийский реестр видов спорта спортивных дисциплин и внесении изменений во Всероссийский ресстр видов спорта" был признан и включен в реестр "сноубайк-кросс". Новорожденный вид спорта получил номер-код 0910513811Л. В 2017 году при Мотоциклетной федерации России был создан комитет по сноубайку Соревнования по сноубайк-кроссу проходят в двух классах: двухтактные до 500 см3 и четырехтактные – от 250 до 690 см3. Мотоциклы должны соответствовать техническим требованиям МФР по мотокроссу.

### Альтернатива горному снегоходу
Не правильно относить сноубайк к горному снегоходу. Снегоход - это самостоятельная единица техники, которую необходимо поставить на учет в Гостехнадзоре. Документом, дающим право на управление как снегоходом, так и квадроциклом, является удостоверение тракториста-машиниста (тракториста) с открытой категорией "АI". Для управления мотоциклом (а, значит, и сноубайком) требуется сдать экзамен в ГИБДД (категория А).
Есть несколько полярных мнений, может ли сноубайк заменить горный снегоход. Большинство райдеров считают, что несмотря на схожесть трасс (и на снегоходах, и на сноубайках можно кататься в горной местности) - это совершенно разный уровень владения техникой. Сноубайк остается мотоцикл и по посадке, и по управлению. Сноубайк иногда называют "злым ребенком", появившимся в результате связи - скрещения мотоцикла и снегохода.